# Camilo Kindelán
Camilo Kindelán Mendoza (2 maggio 1960) è un ex giocatore di calcio a 5 ed ex calciatore cubano.

## Carriera
Kindelán vanta la partecipazione, con la nazionale cubana di calcio a 5, al FIFA Futsal World Championship 1996 e al FIFA Futsal World Championship 2000. È stato il giocatore più anziano della manifestazione guatemalteca, scendendo in campo a 40 anni, 6 mesi e 18 giorni.